# Podbišće
Podbišće (cyr. Подбишће) – wieś w Czarnogórze, w gminie Mojkovac. W 2011 roku liczyła 657 mieszkańców.